# Diego Jiménez de Enciso
Diego Jiménez de Enciso (Sevilla, 1585-ibíd., 1634), dramaturgo español del Siglo de Oro.

## Biografía
Era de una ilustre familia oriunda de la Rioja. Fue desde 1613 veinticuatro de Sevilla y teniente mayor y tesorero de la Casa de Contratación. Obtuvo el hábito de Santiago (11-XI-1623). Fue presidente de un certamen poético celebrado en San Juan de Aznalfarache, para el cual escribió dos canciones: Al invierno y A la primavera. Se trasladó a la Corte durante un tiempo, alternando con los mayores ingenios de su tiempo, e incluso con el Conde Duque, que se hizo íntimo amigo suyo, pero su vida era bastante recogida y modesta; luego volvió a Sevilla en 1625, donde obtuvo en ese mismo año el cargo de alguacil mayor y el Conde Duque de Olivares le confió la tenencia de la alcaldía de los Reales Alcázares. Padeció desde muy pronto problemas de salud; no se casó nunca y cedió los títulos nobiliarios que pudo haber ostentado a sus sobrinos. Murió en septiembre de 1634.
En Madrid se representó en 1632 su Júpiter vengado, con gran aparato escenográfico de Cosme Lotti, para celebrar la solemne jura en Cortes del malogrado príncipe Baltasar Carlos. Lope de Vega le elogió en el canto XIX de su Jerusalén conquistada (1609) e incluso en 1630 en su Laurel de Apolo. También escribieron frases y versos elogiosos sobre él Juan Pérez de Montalbán y Miguel de Cervantes, respectivamente; en la época su obra más famosa fue Los Médicis de Florencia. La salud del ingenio sevillano empezó a ser precaria en 1629 y falleció en 1634.

## Obra
Escribió muy poco; solo se conservan diez piezas dramáticas suyas, ocho de ellas de tema histórico. Sin embargo, su teatro destaca la sobriedad de su estilo, natural y poco afectado, la habilidad versificadora y la fuerza dramática de los diálogos. No le atrajo la comedia, y solamente se conservan algunos poemas suyos de circunstancias.
Tal vez su obra más famosa es El príncipe don Carlos o Los celos en el caballo, representada en Palacio en octubre de 1622, una excelente versión de la historia del desdichado hijo de Felipe II, aunque tiene más fama la dramatizada por Schiller y quede bastante por encima la ópera de Giuseppe Verdi. Existe cierta profundidad psicológica en los personajes. El príncipe pierde la razón y decide apoyar a los insurgentes de Flandes contra su padre, de manera que éste decide recluirlo. Deja de lado los supuestos amores de Don Carlos con la reina Isabel y se centra en el tema central: el conflicto entre la incoherente conducta del protagonista y la rígida y mecánica razón de estado encarnada por el rey. Se inspira en la Historia de Felipe II (1619) de Luis Cabrera de Córdoba. Se considera que este es el primer tratamiento literario del tema, aunque El águila del agua de Luis Vélez de Guevara no debe andarle en zaga en fecha.
Los Médicis de Florencia dramatiza el asesinato en 1537 del duque Alejandro a manos de Lorenzaccio (Laurencio en la comedia) y el ascenso de Cosme de Médici al trono ducal. El drama político se reduce a una historia de amor entre Isabela, hija de Cefio, un viejo republicano opuesto a la tiranía de los Médicis, comprometida en secreto contra el deseo del padre con Cosme, si bien la asedian también el duque Alejandro y Laurencio. La rivalidad amorosa y política desemboca en el magnicidio, que no logra sus fines porque Cosme mata al traidor Laurencio y es aclamado duque. Se casa con Isabela y perdona al viejo Cefio, que era uno de los que capitaneaban la conjura. Los personajes son demasiado maniqueos: Cosme es el héroe, sin tacha alguna, y Laurencio un ambicioso traidor sin virtud alguna. El duque es noble pero engañado.
La mayor hazaña de Carlos V (parodiada por el sefardí Manuel de Pina en La mayor hazaña de Carlos VI) revive los últimos días del emperador en Yuste y ensalza su digna muerte; en la obra se alaba asimismo a Don Juan de Austria. El encubierto trata el tema del famoso personaje de las Germanías valencianas, presunto hijo póstumo del príncipe don Juan. Juan Latino trata el tema insólito y real del personaje del mismo nombre, Juan Latino, que siendo esclavo negro llegó a ser catedrático de universidad, humanista autor de importantes poemas épicos e incluso casarse con una gran dama. El valiente sevillano, Pedro Lobón, en dos partes, trata sobre el soldado Pedro Lobón, que ascendió hasta el puesto de embajador de Carlos V. Menos conocidas son Los celos en el caballo y El casamiento con celos y Rey don Pedro en Aragón, impresa en 1670. También compuso una comedia mitológica, Júpiter vengado, escogida para las fiestas de 1632 en celebración del juramento como heredero del príncipe Baltasar Carlos y cuya escenografía preparó Cosme Lotti, y una comedia de santos, Santa Margarita.